# Philcoxia minensis
Philcoxia minensis ist eine Pflanzenart aus der Familie der Wegerichgewächse, die ausschließlich in Brasilien vorkommt. Sie wurde erst im Jahr 2000 anhand einer einzelnen Aufsammlung 1981 erstbeschrieben. Neuere Forschungen bewiesen, dass sie fleischfressend ist.

## Beschreibung
Philcoxia minensis ist eine vermutlich ausdauernde krautige Pflanze und erreicht eine Wuchshöhe zwischen 10 und 26 Zentimetern.
Das Wurzelwerk ist nicht bis schwach verzweigt, knorrig und orange, das waagerecht verlaufende, unverzweigte Rhizom ist 0,5 bis 5 Zentimeter lang und 0,25 Zentimeter dick, drahtig, unbehaart, anfangs weiß, später von einem dunklen Orange.
An der Wurzelspitze sowie entlang des Rhizoms bilden die Pflanzen aufrechte, knollenähnliche Stängel, die vollständig unterirdisch bleiben und eine Länge von 2 bis 5 Millimeter erreichen. An diesen stehen fünf bis zehn Blätter unregelmäßig angeordnet in einer Rosette, die Blattstiele verlaufen größtenteils unterirdisch, so dass die Blattspreiten auf dem Boden zu liegen kommen. Gelegentlich entspringt die Rosette auch direkt dem Rhizom, dann setzt sie sich aus ein bis sechs wechselständig angeordneten Blättern zusammen, das Gewebe der Blattstiele lässt sich nur schlecht von dem des Rhizoms unterscheiden, von den Stängeln abgehend erreichen sie Längen von 0,5 bis 3 Zentimeter, am Rhizom 0,1 bis 2 Zentimeter.
Die ganzrandigen Blätter sind schildartig gestielt und rundlich bis schmal nierenförmig, die Spreiten haben einen Durchmesser von 1,5 Millimeter, die Blattstiele sind 14 bis 24 Millimeter lang, ihre Unterseite ist unbehaart. Die jungen Blätter sind während des Wachstums vollständig unterirdisch und schneckenartig eingerollt und entrollen sich erst währenddessen (circinate Vernation). Diese Art des Blattwachstums ist bei Bedecktsamern äußerst selten und fast ausschließlich bei fleischfressenden Pflanzen zu finden. Erst die reifen Blätter durchbrechen dann die Erdoberfläche und entfalten dort dann die längsgefalteten Laubblätter.
Auf der Oberseite sind die Blätter besetzt mit gestielten Drüsen, die ein klebriges Sekret ausscheiden. Bei näherer Untersuchung ließen sich zahlreiche gefangene Nematoden auf der Blattoberfläche feststellen. Erste Tests ergaben jedoch keine Hinweise auf die Ausscheidung von Verdauungsenzymen, eine Karnivorie im klassischen Sinne liegt also nicht vor. Forscher der Universität von Campinas im brasilianischen Bundesstaat São Paulo stellten in einem Versuch aber fest, dass durch die Pflanze Nährstoffe aus den Beutetieren aufgenommen werden. Hierfür wurden die verwendeten Fadenwürmer mit Stickstoff 15, einem Isotop des Gases, markiert, welches sodann in den neu gewachsenen Blättern enthalten war.
Der aufrechte Blütenstand ist einfach oder verzweigt, wird 17 bis 21 Zentimeter hoch und ist im oberen Teil mit Drüsen besetzt. Die Tragblätter sind eiförmig bis dreieckig, rund 1,5 Millimeter lang und 0,5 Millimeter breit. Die Blütenstiele sind annähernd aufrecht, 11 bis 27 Millimeter lang und zur Spitze hin besetzt mit gestielten Drüsen, die ein klebriges Sekret ausscheiden. Diese Drüsen finden sich auch auf den eiförmig-lanzettlichen und spitz endenden Kelchblättern, die 1 bis 1,5 Millimeter lang und rund 0,5 Millimeter breit sind. Die blassblaue Krone hat eine rund 4 Millimeter lange Blütenröhre, die Blütenlappen sind kreisförmig bis breit umgekehrt-eiförmig, der obere ist circa 2 Millimeter lang, der untere 3. Der Staubfaden ist 0,6 bis 0,7 Millimeter lang und unbehaart, der Staubbeutel 0,5 Millimeter lang und elliptisch. Der Fruchtknoten ist annähernd rundlich, rund 0,8 Millimeter lang, der Griffel rund 2 Millimeter lang und umgekehrt konisch. Die annähernd runde Kapselfrucht hat einen Durchmesser von 2,5 Millimetern.

## Verbreitung
Die Art ist endemisch in der Serra do Cabral im brasilianischen Bundesstaat Minas Gerais, wo sie auf offenen Standorten mit reinen Quarzsandböden wächst.

## Botanische Geschichte
Im Rahmen der Erstbeschreibung der Gattung anhand der späteren Philcoxia bahiensis förderten Recherchen ein weiteres, bereits 1981 gesammeltes Herbarexemplar zutage. Das Exemplar war in schlechtem Zustand und ohne genaue Ortsangabe, konnte aber als eine zweite Art der Gattung bestimmt werden und wurde 2000 zusammen mit der Gattung und zwei weiteren Arten beschrieben. Das Artepitheton bezieht sich auf den Bundesstaat Minas Gerais, Heimat der Art. Bemühungen um eine Wiederentdeckung der Art waren 2007 von Erfolg gekrönt, Untersuchungen an lebenden Exemplaren bereicherten die Kenntnis um die Art wie die Gattung gleichermaßen.

## Nachweise
- Peter W. Fritsch, Frank Almeda, Angela B. Martins, Boni C. Cruz, D. Estes: Rediscovery and Phylogenetic Placement of Philcoxia minensis (Plantaginaceae), with a Test of Carnivory. In: Proceedings of the California Academy of Sciences. Fourth Series 4, Bd. 58, Nr. 21, 2007, ISSN 0068-547X, S. 447–467.
- Peter Taylor, Vinicius C. Souza, Ana M. Giulietti, Raymond M. Harley: Philcoxia: a new genus of Scrophulariaceae with three new species from eastern Brazil. In: Kew Bulletin. Bd. 55, Nr. 1, 2000, ISSN 0075-5974, S. 155–163, JSTOR:4117770.